# Wagashi

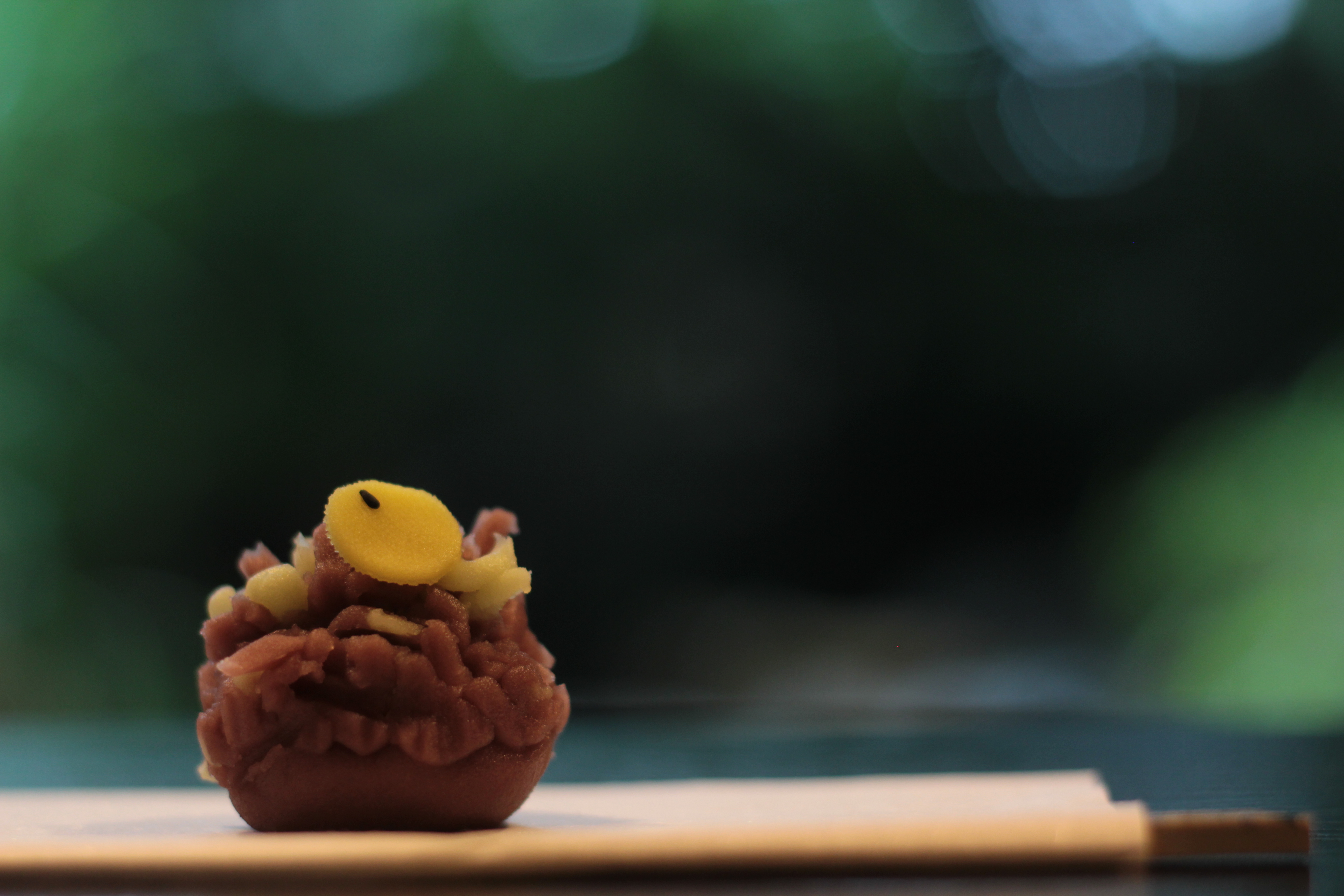
Hotaru (świetlik) wagashi

Wagashi (jap. 和菓子 wa-gashi) – tradycyjne japońskie słodycze, które często serwowane są z herbatą. Wagashi są zazwyczaj wytwarzane z roślinnych składników, zwykle robione z mochi, anko i owoców.

## Historia
W Japonii słowo oznaczające słodycze, kashi (jap. 菓子), pierwotnie odnosiło się do owoców i orzechów. Chińczycy nauczyli się produkcji cukru od Hindusów i zaczęli handlować nim z Japonią. Handel rozwinął się i cukier stał się powszechną przyprawą z końcem okresu Muromachi. Pod wpływem wprowadzenia herbaty, chińskich słodyczy i przekąsek oraz dim sum, w Japonii zaczęto produkcję wagashi w okresie Edo.

## Rodzaje
| - Anmitsu: schłodzone galaretowate kostki (kanten) z owocem. - Amanattō: (pierwotnie amananattō) gotowana na wolnym ogniu fasola azuki lub inny gatunek fasoli z cukrem i suszone; amanattō i nattō nie są podobne, mimo zbieżności nazw. - O-hagi (botamochi): słodka ryżowa kula pokryta anko. - Daifuku-mochi: ogólne określenie dla mochi nadziewanego anko. - Dango: niewielka, lepka kulka ze słodkiego mochi, zwykle nadziewana na patyk. - Dorayaki: okrągły, płaski wyrób składający się z kasutery (z port. pão de Castela, chleb z Kastylii – rodzaj ciasta biszkoptowego, sprowadzonego do Japonii przez kupców portugalskich w XVI w.) owiniętej wokół anko. - Hanabira-mochi: płaski, czerwono-biały wyrób z mochi owinięty wokół anko i paska kandyzowanego gobō (łopianu). - Ikinari dango: gotowana na parze bułeczka z kawałkiem batata i anko w środku, jest to lokalny wyrób w prefekturze Kumamoto. - Imagawa-yaki (także kaiten-yaki): anko otoczone w cieście i usmażone. - Konpeitō: cukierki z cukru kryształu. - Kusa mochi: „trawiaste” mochi, słodkie mochi połączone z japońską bylicą pospolitą (yomogi), otaczające środek z anko. - Kuzumochi: ciastka zrobione z mąki arrarutowej otrzymywanej z rośliny o nazwie kuzu (lub kudzu, ang. arrowroot, maranta trzcinowa, Maranta arundinacea L.). - Kuri kinton: mieszanka tłuczonych, słodkich ziemniaków z osłodzonymi kasztanami. | - Manjū: gotowana na parze masa an otoczona ciastem z mąki pszennej lub ryżowej, dostępna w wielu kształtach, takich jak brzoskwinie, króliki i grzyby matsutake - Mochi: ciasto z klejącego ryżu. - Monaka: środek z anko ułożony pomiędzy dwoma chrupiącymi, słodkimi krakersami ryżowymi. - Oshiruko (także zenzai): gorący deser z anko w postaci zupy z pływającymi w nim małymi mochi. - Rakugan: małe, bardzo twarde i słodkie ciastko, robione z mąki ryżowej i mizuame. - Sakuramochi: ciasto ryżowe wypełnione anko i zawinięte w marynowany liść wiśni. - Taiyaki: podobnie jak imagawa-yaki, środek z anko jest otoczony warstwą smażonego ciasta, ale w kształcie ryby. - Uirō: parzone ciasto z mąki ryżowej i cukru, podobne do mochi. - Warabimochi: tradycyjnie wykonane z warabi i podawane z kinako i kuromitsu. - Yatsuhashi: cienkie arkusze gyūhi, dostępne w różnych smakach, takich jak cynamon, a czasami złożone w trójkąt wokół kuli z czerwonego anko. - Yōkan: jeden z najstarszych wagashi w postaci pasty lub galaretki z anko, utwardzonych agarem z dodatkiem cukru. - Akumaki: jeden z wyrobów cukierniczych, wytwarzanych zwłaszcza w czasie Dnia Dziecka (święta chłopców 5 maja) w prefekturach na Kiusiu: Kagoshima, Miyazaki i Kumamoto. | WagashiNiektóre z wagashi podawane podczas japońskiej ceremonii picia herbatyWagashi z herbatą matchaSześć rodzajów wagashi |

### Klasyfikacja
Wagashi są klasyfikowane według metod produkcji i wilgotności. Zawartość wilgoci jest bardzo ważna, ponieważ wpływa na trwałość.
- Namagashi (jap. 生菓子) (wilgotność 30% lub więcej)
  - Jō namagashi (jap. 上生菓子)
  - Mochi mono (jap. もち物)
  - Mushi mono (jap. 蒸し物) (parzony wyrób cukierniczy)
  - Yaki mono (jap. 焼き物) (pieczony wyrób cukierniczy)
    - Hiranabe mono (jap. 平なべ物)
    - Ōbun mono (jap. オーブン物)

  - Nagashi mono (jap. 流し物)
  - Neri mono (jap. 練り物)
  - Age mono (jap. 揚げ物) (smażony wyrób cukierniczy)
- Han namagashi (jap. 半生菓子) (wilgotność 10%–30%)
  - An mono (jap. あん物)
  - Oka mono (jap. おか物)
  - Yaki mono (jap. 焼き物) (pieczony wyrób cukierniczy)
    - Hiranabe mono (jap. 平なべ物)
    - Ōbun mono (jap. オーブン物)

  - Nagashi mono (jap. 流し物)
  - Neri mono (jap. 練り物)
- Higashi (jap. 干菓子) (wilgotność 10% lub mniej)
  - Uchi mono (jap. 打ち物)
  - Oshi mono (jap. 押し物)
  - Kake mono (jap. 掛け物)
  - Yaki mono (jap. 焼き物) (pieczony wyrób cukierniczy)
  - Ame mono (jap. あめ物) (cukierki)